# Бронкс
Бронкс (на английски: Bronx) – официално, по-известен в оригинал членувано Дъ Бронкс (The Bronx) е най-северният от 5-те административните района на град Ню Йорк както и окръг в щата Ню Йорк.
Има население от 1 471 160 жители (2017) и е с обща площ от 148,7 км² (57,4 мили²).
Бронкс има площ от 109 квадратни километра и население от 1 418 207 през 2019 г. От петте квартали той има четвъртата по големина площ, четвъртата по население и третата най-голяма плътност на населението. Това е единственият квартал на Ню Йорк, който не е предимно на остров. Бронкс е разделен от река Бронкс на по-хълмист участък на запад и по-равен източен участък. Уест Бронкс е присъединен към Ню Йорк през 1874 г. и районите на изток от река Бронкс през 1895 г. Окръг Бронкс е отделен от окръг Ню Йорк през 1914 г. Около една четвърт от площта на Бронкс е открито пространство. Семейната гора Тейн в Нюйоркската ботаническа градина е на хиляди години – това е най-големият останал участък от първоначалната гора в Ню Йорк, който някога е покривал града. Тези открити пространства са разположени предимно на земя, умишлено запазена в края на 19 век, когато градското развитие напредва на север и на изток от Манхатън.

## Квартали
Някои квартали на Бронкс:
1. Ван Нест
2. Западен Бронкс
3. Кингсбридж
4. Кингсбридж Хайтс
5. Лонгуд
6. Морис Хайтс
7. Норуд
8. Паркчестър
9. Ривърдейл
10. Северен Бронкс
11. Северен Ривърдейл
12. Силвър Бийч
13. Уейкфийлд
14. Хайбридж
15. Хънтс Пойнт

## Личности
Родени в Бронкс
- Карди Би, рапърка, актриса, текстописка
- Винс Жиронда, културист
- Ейвъри Корман, писател и общественик
- Дженифър Лопес, актриса, певица, дизайнерка, модна икона